# Morti nel 1971/Aprile
| Questa pagina contiene informazioni ricavate automaticamente dalle voci biografiche con l'ausilio del template Bio e di un bot. L'aggiornamento è periodico e automatico e ricostruisce completamente la pagina. Se manca una persona in questa lista, sei pregato di non aggiungerla, ma accertati piuttosto che la sua voce biografica contenga il template Bio e che i dati anagrafici siano correttamente compilati. Se il template Bio manca, inseriscilo tu stesso o, in alternativa, metti l'avviso {{tmp\|Bio}} che ne segnala la mancanza. Se i dati riportati sono sbagliati, correggi direttamente la voce biografica; le modifiche saranno visibili in questa lista entro pochi giorni. Per chiarimenti vedi il progetto biografie. La lista contiene solo le 79 persone che sono citate nell'enciclopedia e per le quali è stato implementato correttamente il template Bio. Pagina aggiornata al 3 mar 2024. |

- 1º aprile - Vasilij Michajlovič Badanov, generale sovietico (n. 1895)
- 1º aprile - Luigi Barbero, vescovo cattolico italiano (n. 1905)
- 1º aprile - Antonio Cassitta, politico italiano (n. 1898)
- 1º aprile - Vittorio Sogno, generale e agente segreto italiano (n. 1885)
- 3 aprile - Erich Boehringer, archeologo e numismatico tedesco (n. 1897)
- 3 aprile - Jacques Ochs, schermidore belga (n. 1883)
- 3 aprile - Natale Santero, politico e chirurgo italiano (n. 1893)
- 3 aprile - Joe Valachi, mafioso e collaboratore di giustizia statunitense (n. 1904)
- 4 aprile - Angelo Bergamonti, pilota motociclistico italiano (n. 1939)
- 4 aprile - Frank Loomis, ostacolista statunitense (n. 1896)
- 4 aprile - Juan Marvezzi, calciatore argentino (n. 1915)
- 5 aprile - Gaetano Baldacci, giornalista e editore italiano (n. 1911)
- 5 aprile - Stefano Siglienti, banchiere e politico italiano (n. 1898)
- 6 aprile - Giorgina Grossi, pesista e discobola italiana (n. 1916)
- 6 aprile - Igor' Fëdorovič Stravinskij, compositore e direttore d'orchestra russo (n. 1882)
- 6 aprile - Mario de Vergottini, statistico italiano (n. 1901)
- 7 aprile - Amedeo De Cia, generale italiano (n. 1883)
- 7 aprile - Teresa Lodi, bibliotecaria italiana (n. 1889)
- 7 aprile - Salvatore Mannironi, politico italiano (n. 1901)
- 7 aprile - Charles Pahud de Mortanges, cavaliere olandese (n. 1896)
- 8 aprile - Mario Cingolani, politico italiano (n. 1883)
- 8 aprile - Anna Dinella, pittrice e attivista italiana
- 8 aprile - Ugo Guandalini, editore e scrittore italiano (n. 1905)
- 8 aprile - Armand Massard, schermidore francese (n. 1884)
- 8 aprile - Fritz von Opel, ingegnere, aviatore e progettista tedesco (n. 1899)
- 8 aprile - Martin Reissmann, calciatore tedesco (n. 1900)
- 9 aprile - André Cavens, regista belga (n. 1912)
- 9 aprile - James Fitzgerald, pittore statunitense (n. 1899)
- 9 aprile - Will Harridge, dirigente sportivo statunitense (n. 1883)
- 9 aprile - Ernesto Paternò Castello di Carcaci, nobile e religioso italiano (n. 1882)
- 10 aprile - Giuseppe Chiantia, cavaliere italiano (n. 1893)
- 10 aprile - Nicola La Gravinese, medico e politico italiano (n. 1883)
- 11 aprile - Amado Azar, pugile argentino (n. 1913)
- 11 aprile - Zbigniew Drzewiecki, pianista e insegnante polacco (n. 1890)
- 11 aprile - Marcel Gromaire, pittore francese (n. 1892)
- 12 aprile - Carlo Alberto Federici, politico italiano (n. 1904)
- 12 aprile - Wynton Kelly, pianista statunitense (n. 1931)
- 12 aprile - Wolfgang Krull, matematico tedesco (n. 1899)
- 12 aprile - Igor' Evgen'evič Tamm, fisico russo (n. 1895)
- 15 aprile - Aleksej Česlavovič Brodovič, designer e fotografo russo (n. 1896)
- 15 aprile - Maggiorino Gramaglia, fotografo italiano (n. 1895)
- 15 aprile - Miguel Matamoros, musicista e compositore cubano (n. 1894)
- 15 aprile - William Heneage Ogilvie, chirurgo britannico (n. 1887)
- 15 aprile - Dan Reeves, dirigente sportivo statunitense (n. 1912)
- 15 aprile - Friedebert Tuglas, scrittore, critico letterario e giornalista estone (n. 1886)
- 16 aprile - Gustáv Žáček, calciatore slovacco (n. 1921)
- 17 aprile - Roberto Lupi, compositore italiano (n. 1908)
- 18 aprile - François Amiot, teologo francese (n. 1889)
- 18 aprile - Désiré Bastin, calciatore belga (n. 1900)
- 18 aprile - Atilio Bernasconi, calciatore argentino (n. 1905)
- 19 aprile - Gioacchino Guaragna, schermidore italiano (n. 1908)
- 19 aprile - Luigi Piotti, pilota automobilistico e imprenditore italiano (n. 1913)
- 19 aprile - Oliviero Zuccarini, giornalista e politico italiano (n. 1883)
- 20 aprile - Alberto Magnelli, pittore italiano (n. 1888)
- 20 aprile - Charles Noguès, generale francese (n. 1876)
- 20 aprile - Cecil Parker, attore britannico (n. 1897)
- 20 aprile - Pauls Sokolovs, calciatore e hockeista su ghiaccio lettone (n. 1902)
- 20 aprile - Gaston Wiet, orientalista e arabista francese (n. 1887)
- 21 aprile - François Duvalier, politico e medico haitiano (n. 1907)
- 21 aprile - Edmund Lowe, attore statunitense (n. 1890)
- 22 aprile - Cándido García, calciatore argentino (n. 1895)
- 22 aprile - Anna del Montenegro, principessa (n. 1874)
- 22 aprile - Charles Portal, militare britannico (n. 1893)
- 23 aprile - Luigi Boer, calciatore italiano (n. 1904)
- 23 aprile - Robert Corey, biochimico statunitense (n. 1897)
- 23 aprile - Lidia Martora, attrice italiana (n. 1917)
- 23 aprile - Federico Morozzo della Rocca, generale italiano (n. 1878)
- 23 aprile - Gualtiero Tumiati, attore e regista teatrale italiano (n. 1876)
- 24 aprile - Lennie Hayton, compositore statunitense (n. 1908)
- 25 aprile - Tse-Ven Soong, politico e imprenditore cinese (n. 1894)
- 25 aprile - Adelaide di Sassonia-Meiningen, principessa (n. 1891)
- 26 aprile - Frank Budgen, pittore, scrittore e attivista inglese (n. 1882)
- 26 aprile - Anatolij Makarovič Tarasov, partigiano sovietico (n. 1921)
- 26 aprile - Jan Hendrik de Boer, chimico e fisico olandese (n. 1899)
- 27 aprile - Gustav Holm, calciatore norvegese (n. 1892)
- 28 aprile - John Tansey, attore, regista e sceneggiatore statunitense (n. 1901)
- 29 aprile - Billy Wood, lottatore britannico (n. 1886)
- 30 aprile - Luigi Riccio, calciatore italiano (n. 1901)
- 30 aprile - Albin Stenroos, maratoneta e mezzofondista finlandese (n. 1889)